# Schwarze Ragwurz
Die Orchidee Schwarze Ragwurz (Ophrys incubacea Bianca ist eine Art der Gattung Ragwurzen (Ophrys) und damit der Familie der Orchideen. Sie hat optisch Ähnlichkeiten mit der Siponto-Ragwurz (Ophrys sipontensis) und blüht von März bis Mai. Nach manchen Autoren wird sie als Unterart eingestuft: Ophrys sphegodes subsp. atrata (Rchb.f.) A.Bolòs (Syn.: Ophrys aranifera var. atrata Rchb.f.).

## Merkmale
Diese mehrjährige krautige Pflanze erreicht Wuchshöhen von normalerweise 20 bis 40, manchmal aber auch bis 60 cm. Der Blütenstand umfasst drei bis acht Blüten. Die Kelchblätter sind grün, selten auch rosa, gefärbt. Die seitlichen Kronblätter sind grün oder rötlich überlaufen. Am Rand wellen sich diese kahlen Blätter. Die Lippe ist in einem Ton zwischen dunkelrotbraun und schwarzbraun oder schwarz-violett gefärbt.
Die Chromosomenzahl beträgt 2n = 36.

## Ökologie
Als Bestäuber wurde die Biene Andrea morio beobachtet.

## Standort und Verbreitung
Man findet diese Art in lichten Wäldern, Garriguen und auf Magerrasen bis zu einer Höhe von 1300 Metern NN im westlichen und zentralen Mittelmeergebiet.

## Taxonomie und Systematik
Die Schwarze Ragwurz wurde 1842 von Giuseppe Bianca in Nov. Pl. Sp. Prope Hyblam Seite 8 als Ophrys incubacea erstbeschrieben. Nach Euro+Med ist sie ein Synonym von Ophrys sphegodes subsp. atrata (Rchb. f.) A. Bolòs.
Man kann zwei Unterarten unterscheiden:
- Westliche Schwarze Ragwurz (Ophrys incubacea subsp. castri-caesaris Looken): Sie kommt auf der Iberischen Halbinsel, auf den Balearen, in Südfrankreich und im westlichen Ligurien in Höhenlagen zwischen 50 und 1150 Metern Meereshöhe vor.[3]
- Schwarze Ragwurz (Ophrys incubacea Bianca subsp. incubacea; Syn.: Ophrys atrata Lindl. nom. illeg.): Sie kommt von Portugal bis Süditalien, in Istrien und Dalmatien in Höhenlagen zwischen 0 und 1300 Metern Meereshöhe vor.[3]